# Huyết giác Madagascar
Huyết giác Madagascar (Dracaena marginata) là một loài thực vật có hoa trong họ Tóc tiên (Ruscaceae). Cây Dracaena marginata xuất xứ từ Madagascar. Cây này phát triển chậm và là một loại cây nhỏ nhưng có thể cao từ 2 đến 5 m. Lá cây dài khoảng 30 đến 90 cm; rộng khoảng 2 đến 7 cm và bóp nhọn ở cuối lá.
Cây Dracaena marginata là một loại cây thường được dùng để trang trí trong nhà. Vài loài có lá có đốm đỏ hoặc vàng nhạt. Nhiệt độ thấp nhất mà cây có thể chịu được là 15 °C (hay 59 °F). Ngoài ra nó còn chịu được đất khô và việc tưới nước thất thường. Nhưng nếu như đất luôn ẩm ước thì rể cây sẽ bị thối rữa. Vì cây cần ít chăm sóc nên nó là một loại cây rất phổ biết trong các sở làm việc vì nhiệt độ ấm và có nhiều ánh sáng.

## Khả năng lọc không khí
Cây Dracaena marginata là một trong số các loại cây được trung tâm không gian NASA sử dụng trong quá trình nghiên cứu làm trong sạch không khí. Nó có khả năng lọc chất fomanđêhít rất hiệu quả.